# Gmina Lubsza
Die Gmina Lubsza ist eine Landgemeinde im Powiat Brzeski in der polnischen Woiwodschaft Opole. Gemeindesitz ist das Dorf Lubsza (deutsch: Leubusch).

## Geografie
Die Gemeinde schließt sich nördlich an die Kreisstadt Brzeg (Brieg) an. Im Osten grenzt sie an die Woiwodschaft Niederschlesien.
Bei einer Fläche von 212,71 km² werden 47 % des Gemeindegebiets landwirtschaftlich genutzt, 46 % sind mit Wald bedeckt. Die Gemeinde liegt an der Oder und wurde bei dem Hochwasser von 1997 zu 69 % überflutet. Ein Teil des Stober-Landschaftsparks Stobrawski Park Krajobrazowy erstreckt sich auf dem Gemeindegebiet.

## Geschichte
Von 1973 bis 1975 hatte die Gemeinde ihren Sitz in Lubsza, wurde aber Gmina Pisarzowice genannt. Im November 1975 wurde die Gemeinde nach dem Gemeindesitz in Lubsza umbenannt.

## Verkehr
Die Haltepunkte Borocice, Mąkoszyce, Rogalice und Tarnowiec Brzeski liegen an der Bahnstrecke Opole–Wrocław.

## Ortschaften
Die Landgemeinde Lubsza besteht aus folgenden 21 Sołectwo (Schulzenämter). In Klammern die deutschen Namen bis 1945.
| - Błota (Neu Limburg) - Borucice (Baruthe) - Czepielowice (Tschöplowitz, 1937–1945: Gerlachshain) - Dobrzyń (Groß Döbern) - Garbów (Garbendorf) - Kościerzyce (Groß Neudorf) - Lubicz (Neu Leubusch) - Lubsza (Leubusch) - Mąkoszyce (Mangschütz) - Michałowice (Michelwitz) - Myśliborzyce (Luisental) | - Nowe Kolnie (Neu Köln, 1935–1945: Neuköln) - Nowy Świat (Neue Welt) - Piastowice (Groß Piastenthal, 1937–1945: Piastenthal) - Pisarzowice (Schreibendorf) - Raciszów (Neu Sorge) - Rogalice (Rogelwitz) - Roszkowice (Raschwitz) - Szydłowice (Scheidelwitz) - Śmiechowice (Moselache) - Tarnowiec (Tarnowitz) |

Weitere Ortschaften der Gemeinde sind:
| - Borek (Vorwerk Marienhof) - Boruta (Kolonie Baruthe) - Kopalina (Kopaline) - Książkowice (Bukowegrund, 1937–1945: Buchengrund) - Lednica (Liednitz) | - Leśna Woda (Smortawe; 1938–1945: Waldwasser) - Stawy (Teichelberg) - Zamcze (Kolonie Altschloss) - Złotówka (Goldene Gans) |

## Politik

### Gemeindevorsteher
An der Spitze der Gemeindeverwaltung steht der Gemeindevorsteher. Seit 2024 ist dies Michał Marek, der mit seinem eigenen Wahlkomitee antritt. Die turnusmäßige Wahl im April 2024 führte zu folgendem Ergebnis:
- Michał Marek (Wahlkomitee „Positive Änderungen – Michał Marek“) 38,5 % der Stimmen
- Bogusław Gąsiorowski (Wahlkomitee Bogusław Gąsiorowski) 36,4 % der Stimmen
- Grażina Lechowska (Wahlkomitee „Gemeinsam für die Gemeinde Lubsza“) 15,2 % der Stimmen
- Lukasz Bezuszko (Wahlkomitee Lukasz Bezuszko) 9,8 % der Stimmen

In der damit notwendigen Stichwahl konnte sich Marek gegen Amtsinhaber Gąsiorowski mit 58,5 % der Stimmen durchsetzen und wurde neuer Gemeindevorsteher.
Die turnusmäßige Wahl im Oktober 2018 führte zu folgendem Ergebnis:
- Bogusław Gąsiorowski (Wahlkomitee Bogusław Gąsiorowski) 49,7 % der Stimmen
- Grażina Lechowska (Porozumienie Jarosław Gowin) 19,0 % der Stimmen
- Lukasz Bezuszko (Prawo i Sprawiedliwość) 16,3 % der Stimmen
- Jan Minosora (Koalicja Obywatelska) 14,9 % der Stimmen

In der damit notwendigen Stichwahl konnte sich Amtsinhaber Gąsiorowski mit 55,1 % der Stimmen gegen Lechowska durchsetzen und wurde für eine weitere Amtszeit gewählt.

### Gemeinderat
Der Gemeinderat besteht aus 15 Mitgliedern und wird von der Bevölkerung direkt in Einpersonenwahlkreisen gewählt. Die Gemeinderatswahl 2024 führte zu folgendem Ergebnis:
- Wahlkomitee „Positive Änderungen – Michał Marek“ 39,5 % der Stimmen, 7 Sitze
- Wahlkomitee Bogusław Gąsiorowski 34,0 % der Stimmen, 7 Sitze
- Wahlkomitee „Gemeinsam für die Gemeinde Lubsza“ 17,4 % der Stimmen, 1 Sitz
- Wahlkomitee Lukasz Bezuszko 7,6 % der Stimmen, kein Sitz
- Übrige 1,6 % der Stimmen, kein Sitz

Die Gemeinderatswahl 2018 führte zu folgendem Ergebnis:
- Wahlkomitee Bogusław Gąsiorowski 45,6 % der Stimmen, 10 Sitze
- Koalicja Obywatelska (KO) 19,8 % der Stimmen, 2 Sitze
- Prawo i Sprawiedliwość (PiS) 19,7 % der Stimmen, kein Sitz
- Porozumienie Jarosław Gowin 13,5 % der Stimmen, 3 Sitze
- Übrige 1,4 % der Stimmen, kein Sitz